# THE REFLECTION (动画)
THE REFLECTION（ザ・リフレクション）是一部美日合拍的超级英雄题材电视动画，于2017年7月22日至10月7日在NHK綜合頻道播出。该剧由长滨博史导演，斯坦·李作为共同编剧，音乐由Trevor Horn创作，片尾曲由9nine演唱。